# Lema de Shephard
El lema de Shephard és un resultat important en la microeconomia que té aplicacions en la teoria de l'empresa i la teoria del consumidor. El lema estableix que si les corbes d'indiferència de les despeses o funció de cost són convexes, aleshores el punt d'un bé donat minimització de costos ({\displaystyle i}) amb preu {\displaystyle p_{i}} és únic. La idea és que un consumidor comprarà una quantitat ideal únic de cada element per reduir al mínim el preu d'obtenir un determinat nivell d'utilitat, atès el preu de mercaderies al mercat.
El lema porta el nom de Ronald Shephard que va donar una prova d'ús de la fórmula de la distància al seu llibre Teoria de Costos i Producció Funcions (Princeton University Press, 1953). El resultat equivalent en el context de la teoria del consumidor va ser derivat per Lionel W. McKenzie el 1957. Afirma que les derivades parcials de la funció de les despeses pel que fa als preus dels béns són iguals a les funcions de demanda hicksiana per als productes en qüestió. Resultats similars ja havien estat derivats per John Hicks (1939) i Paul Samuelson (1947).

## Definició
A la teoria del consumidor, el lema de Shephard afirma que la demanda d'un bé {\displaystyle i} particular per a un determinat nivell d'utilitat {\displaystyle u}, i donats els preus {\displaystyle p}, és igual a la derivada de la funció de despesa respecte al preu del bé corresponent:
{\displaystyle h_{i}(\mathbf {p} ,u)={\frac {\partial e(\mathbf {p} ,u)}{\partial p_{i}}}}
on {\displaystyle h_{i}(\mathbf {p} ,u)} és la demanda hicksiana per al bé {\displaystyle i}, {\displaystyle e(\mathbf {p} ,u)} és la funció de despesa, i ambdues funcions són en termes de preus (un vector {\displaystyle p}) i utilitat {\displaystyle u}.
Així mateix, a la teoria de l'empresa, el lema dona una formulació similar per a la demanda de factors condicional per a cada factor d'entrada: la derivada de la funció de cost {\displaystyle c(\mathbf {w} ,y)} pel que fa al preu dels factors:
{\displaystyle x_{i}(\mathbf {w} ,y)={\frac {\partial c(\mathbf {w} ,y)}{\partial w_{i}}}}
on {\displaystyle x_{i}(\mathbf {w} ,y)} és el factor de demanda condicional per a l'entrada {\displaystyle i}, {\displaystyle c(\mathbf {w} ,y)} és la funció de cost, i les dues funcions són, en termes de preus dels factors (un vector {\displaystyle w}) i producció {\displaystyle y}.
Encara que la demostració original de Shephard va utilitzar la fórmula de la distància, les proves modernes del lema utilitzen el teorema de l'envolupant.

## Prova per al cas diferenciable
La prova s'estableix per al cas de dos béns per facilitar la notació. La funció de despesa {\displaystyle e(p_{1},p_{2},u)} és el mínim del problema d'optimització restringit caracteritzat pel següent lagrangià:
{\displaystyle {\mathcal {L}}=p_{1}x_{1}+p_{2}x_{2}+\lambda (u-U(x_{1},x_{2}))}
Pel teorema de l'envolupant les derivades de la funció de valor {\displaystyle e(p_{1},p_{2},u)} respecte al paràmetre {\displaystyle p_{1}} pot ser computat de la següent manera:
{\displaystyle {\frac {\partial e}{\partial p_{1}}}={\frac {\partial {\mathcal {L}}}{\partial p_{1}}}=x_{1}^{h}}
on {\displaystyle x_{1}^{h}} és el minimitzador (és a dir, la funció de demanda hicksiana pel bé 1). Això completa la prova.

## Aplicació
El lema de Shephard proporciona una relació entre les funcions de despesa (o cost) i la demanda de Hicks. El lema es pot tornar a expressar com la identitat de Roy, que dona una relació entre una funció d'utilitat indirecta i una funció de demanda marshalliana.